# Valdáliga
Valdáliga is een gemeente in de Spaanse provincie Cantabrië in de regio Cantabrië met een oppervlakte van 98 km². Valdáliga telt 2.272 inwoners (1 januari 2016).

## Demografische ontwikkeling
Bron: INE; 1857-2011: volkstellingen